# Pali (Maharashtra)
Pali es una ciudad censal situada en el distrito de Raigad en el estado de Maharashtra (India). Su población es de 9176 habitantes (2011). Se encuentra  a 69 km de Bombay y a 79 km de Pune.

## Demografía
Según el censo de 2011 la población de Pali era de 9176 habitantes, de los cuales 4703 eran hombres y 4473 eran mujeres. Pali tiene una tasa media de alfabetización del 87,70%, superior a la media estatal del 90,06%: la alfabetización masculina es del 93,16%, y la alfabetización femenina del 86,86%.